# Danne Boterenbrood
Danne Boterenbrood (Zwolle, 19 juli 1985) is een Nederlands triatlete. Zij begon in 1992 als wedstrijdzwemster. In 2000 deed ze mee met een wedstrijd in het voorprogramma van de triatlon van Almere, waarin ze tweede werd. Dit was haar eerste ervaring met de triatlon, en aanvankelijk deed ze de triatlon bij het wedstrijdzwemmen erbij. In 2005 werd ze Nederlands Kampioen onder 23 jaar, en in 2006 won ze de Triatlon van Amsterdam. 

## Opleiding
Boterenbrood studeerde Geneeskunde aan de Rijksuniversiteit Groningen, waar zij in 2009 afstudeerde. Hier kwam ze ook terecht bij de Groninger Studenten Triatlon Vereniging Tritanium. Na haar opleiding werd ze docente aan de Faculteit Geneeskunde van de Universiteit Maastricht, maar sinds januari 2011 is ze voltijds triatlete.

## Titels
- Nederlands kampioene triatlon op de olympische afstand - 2011, 2012, 2014, 2016

## Palmares

### triatlon
- 2005:  NK olympische afstand - 2:24.55
- 2006:  NK olympische afstand - 2:11.46
- 2006: 31e WK olympische afstand - 2:20.30
- 2008:  NK olympische afstand - 2:15.31
- 2009: 94e WK olympische afstand - 63 p
- 2009:  NK olympische afstand - 2:08.38
- 2009: 23e EK olympische afstand - 2:02.08
- 2011:  NK olympische afstand - 2:12.22
- 2011: 25e WK sprint afstand - 1:00.24
- 2011: 32e WK olympische afstand - 940 p
- 2012:  NK olympische afstand - 2:04.52
- 2012: 19e WK sprint afstand - 1:02.15
- 2012: 70e WK olympische afstand - 582 p
- 2013: DNS WK sprint afstand
- 2013: 30e WK olympische afstand - 1122 p
- 2014:  NK olympische afstand - 2:01.11
- 2014: 144e WK olympische afstand - 43 p
- 2016:  NK olympische afstand - 2:03.31